# Ланновский сельский совет (Карловский район)
Ланновский сельский совет (укр. Ланнівська сільська рада) — входит в состав
Карловского района
Полтавской области
Украины.
Административный центр сельского совета находится в 
пос. Ланная.

## Населённые пункты совета
- пос. Ланная
- с. Коржиха
- с. Кумы
- с. Львовское
- с. Чаловка

## Ликвидированные населённые пункты совета
- с. Педашка